# Ronnie Vannucci
Ronnie Vannucci Jr. é o baterista da banda de rock norte-americana The Killers.

## Biografia e carreira
Ronnie Vannucci nasceu em Las Vegas, Nevada, no dia 15 de Fevereiro de 1976. Quando criança, Ronnie utilizava qualquer objeto da casa de seus pais como baquetas para uma bateria imaginária. Com 6 anos de idade, Ronnie tornou-se o mais novo músico a tocar em uma banda de Las Vegas; ele tocou bateria para o "Play That Funky Music White Boy" no Caesars Palace. Na quarta série, Ronnie ganhou o concurso de talentos de sua escola para bateristas. No ensino médio, Ronnie ouviu punk rock e Britpop, e aprendeu a tocar guitarra com o seu pai após sair do conjunto de jazz do ensino médio alegando "diferenças criativas". Quando ele formou sua primeira banda, Purple Dirt, Ronnie ouvia The Cure e Depeche Mode.
Ronnie começou a dar aulas particulares de bateria enquanto tocava em uma variedade de bandas dispostas a tocaram qualquer coisa em qualquer lugar (como em desertos e casamentos).
Algumas outras bandas nas quais Ronnie tocou bateria foram a Attaboy Skip (ska/punk) e a Free Food (covers). A Attaboy Skip teve algum respeito no cenário underground dos estudantes de ensino médio de Las Vegas nos anos 90. Free Food foi uma banda que fazia covers de bandas clássicas de rock, que tocou em todos os presídios de Las Vegas. No fim dos anos 90 ele juntou-se ao grupo de indie rock Expert On October com o guitarrista e tecladista de apoio do The Killers (seu atual grupo), Ted Sablay. Ele foi juntar-se ao The Killers apenas em 2002.
Com as férias dos The Killers Ronnie produziu um albúm solo Big Talk, ele foi gravado em Las Vegas, foi mixado pelo Alan Moulder e produzido por Joe Chicarelli inclui participações como Tyler Milne e o ex-baixista do Weezer, Matt Sharp.
O baterista já participou do projeto Mt Desolation, com músicos britânicos. 

### Vida pessoal
Ele se casou com Lisa em 2 de maio de 2003. Eles têm um cão de estimação, um boxer chamado Archie. Archie ganhou notoriedade durante a gravação do álbum Big Talk devido à Vannucci frequentemente twittar fotos dele no estúdio. Ele também gosta de pecuária em seu tempo livre.

### Influências
Vanucci cita influências como: a lenda do jazz Jo Jones, Mitch Mitchell do Jimi Hendrix Experience, Keith Moon do The Who, e John Bonham do Led Zeppelin. Ele também lista bandas que são sua influência como: The Cure, U2, Depeche Mode e mais bateristas modernos incluindo Charley Drayton, Steve Jordan, e Ahmir Thompson.

## Prêmios e elogios
- University of Nevada Las Vegas College of Fine Arts Alumnus of the Year and Hall of Fame Inductee (2014)[6][7]
- Modern Drummers Reader Poll (2007) - Vencedor[8]
- Modern Drummers Reader Poll (2006) - Vencedor[9]

## Equipamento
- 17" K Constantinople Crash/A Breakbeat Ride used as Hi-hats
- 20" A Custom Ride with rivets
- 24" K Light Ride
- 20" Swish Knocker with Rivets
- 22" K Light Ride
- 24x14 bass drum
- 14x6.5 snare drum
- 13x9 rack tom
- 16x16 floor tom
- 18x16 floor tom